# Misdaden tegen de menselijkheid
Misdaden tegen de menselijkheid, misdrijven tegen de menselijkheid (in Nederland) of misdaden tegen de mensheid (in België) is de verzamelnaam voor een aantal verschillende zware misdrijven die deel uitmaken van een wijdverbreide of stelselmatige aanval tegen een burgerbevolking. Dit laatste kenmerk zorgt ervoor dat misdaden tegen de menselijkheid kunnen worden onderscheiden van 'normale' misdrijven die gewoonlijk onder het nationale recht vallen.
Juridisch worden misdaden tegen de menselijkheid onderscheiden van oorlogsmisdrijven, genocide en agressie (misdrijf tegen de vrede). Het verschil met oorlogsmisdrijven ligt erin dat deze bestaan uit een schending van de wetten en gebruiken van het oorlogsrecht, voor oorlogsmisdrijven is dus geen wijdverbreide of stelselmatige aanval tegen de burgerbevolking nodig. Bovendien kunnen misdaden tegen de menselijkheid zowel in vredestijd als ook tijdens een gewapend conflict worden gepleegd. Het verschil met genocide ligt in de noodzakelijke elementen, van genocide is slechts sprake indien de opzet van de pleger gericht is op het geheel of gedeeltelijk uitroeien van een specifieke groep personen. Bovendien verschilt het rechtsbelang van beide artikelen, bij genocide is dit beperkter, het beschermt namelijk tegen uitroeiing van een specifieke groep. Bij misdrijven tegen de menselijkheid omvat het mede de ruimere rechtsbelangen bescherming tegen discriminatie, de eerbaarheid en lichamelijke integriteit.

## Geschiedenis
De eerste contouren van het ontstaan van het begrip zijn te vinden in de Martens-clausule. Friedrich Fromhold Martens was een in internationaal recht gespecialiseerde jurist die namens de Russische delegatie deelnam aan de Vredesconferentie van Den Haag van 1899. Toen tijdens de conferentie een geschil ontstond over de status van burgers die meevechten in een oorlog, stelde hij voor om in de preambule van het verdrag op te nemen dat, in situaties die niet door het verdrag waren voorzien, 'burgers en soldaten onder de bescherming en het gezag van de beginselen van internationaal recht blijven, zoals zij voortvloeien uit de gebruiken zoals vastgesteld tussen geciviliseerde staten, en de wetten van de menselijkheid, en de vereisten van het openbare geweten'. De clausule was voornamelijk bedoeld om aan te geven dat partijen bij een conflict niet alleen aan de tekst van het verdrag, maar ook aan het doel, gebonden waren. Toch zou de Martens-clausule tot 1915 voornamelijk een sluimerend bestaan leiden. Toen kwamen Frankrijk, Groot-Brittannië en Rusland met een gezamenlijke verklaring waarin zij het Ottomaanse Rijk waarschuwden dat zij 'in het licht van die nieuwe misdrijven van Turkije tegen de menselijkheid en beschaving' de Ottomaanse regering en andere daders persoonlijk aansprakelijk zouden houden.

### Eerste Wereldoorlog
Aan het einde van de Eerste Wereldoorlog werd bij de Vredesconferentie van Parijs een commissie ingesteld die de aansprakelijkheid van de Centrale mogendheden moest vaststellen, waaronder de feiten met betrekking tot oorlogsmisdaden en in hoeverre individuen persoonlijk aansprakelijk gesteld konden worden. In haar rapport constateerde de commissie onder andere dat er 'voldoende bewijs was van wandaden van elke soort gepleegd ter land, ter zee en in de lucht, tegen de wetten en gebruiken van de oorlog en van de wetten van de menselijkheid. De commissie vervolgde dat 'ondanks duidelijke regels, van gevestigde gewoonten, en van de duidelijke voorschriften der menselijkheid, Duitsland en zijn bondgenoten wandaad op wandaad hadden gestapeld.' Het verschil tussen de 'wetten en gebruiken van de oorlog' en 'de wetten/voorschriften van de menselijkheid' was toen al een fundamenteel verschil en correspondeert grotendeels met het verschil wat later oorlogsmisdrijven respectievelijk misdrijven tegen de menselijkheid zou worden. Ter illustratie had de commissie enkele voorbeelden van wandaden in de bijlage bij het rapport gevoegd. De overgrote meerderheid daarvan betrof misdrijven tegen de wetten en gebruiken van de oorlog, maar er zaten ook enkele misdrijven tussen die door de Centrale mogendheden tegen hun eigen bevolking zijn gepleegd. Het gaat dan met name om (massa)moord, doden van gegijzelden, martelen van burgers, verkrachting, ontvoeringen ten behoeve van gedwongen prostitutie, deportatie en plunderingen, gepleegd door de Turken tegen de Armeense en Griekse bevolking en plunderingen in 1915 gepleegd door Oostenrijkse soldaten in Gorizia (wat destijds nog een Oostenrijkse stad was). De commissie kwam met het voorstel om de immuniteit van de centrale hoogwaardigheidsbekleders voor het internationale tribunaal op te heffen, omdat anders 'de grootste wandaden tegen de wetten en gebruiken van de oorlog en de wetten van de menselijkheid, als deze werden bewezen, in geen geval bestraft zouden kunnen worden. Zulks een conclusie zou het geweten van de geciviliseerde mensheid schokken'. Het recht dat het tribunaal daarbij moest toepassen was 'de beginselen van de wetten van naties zoals deze voortvloeien uit de gebruiken zoals vastgesteld tussen geciviliseerde volken, van de wetten van de menselijkheid en van de vereisten van het openbare geweten', hetzelfde dat Friedrich Martens had voorgesteld voor de preambule van het Haagse Verdrag uit 1899.
Al deze verwijzingen vonden echter geen gehoor bij de Amerikaanse commissieleden. Zij vonden de verwijzingen naar het 'geweten van de menselijkheid' en de 'wetten van de menselijkheid' te vaag om te kunnen gebruiken. Zij betoogden dat de wetten en gebruiken van de oorlog een vastomlijnde, duidelijk afgebakende, juridische betekenis hadden, dit in schil contrast met de andere bronnen. Deze verschillen per persoon en dus ook per rechter en zijn niet bruikbaar voor een tribunaal. Als gevolg van de Amerikaanse afkeuring werd er geen verwijzing opgenomen naar misdrijven gepleegd tegen de menselijkheid in de vredesverdragen met Duitsland (Versailles), Oostenrijk (Saint-Germain-en-Laye), Hongarije (Trianon) en Bulgarije (Neuilly-sur-Seine) en werden de Centrale mogendheden alleen aansprakelijk gehouden voor oorlogsmisdrijven. Alleen in het vredesverdrag met Turkije, het Verdrag van Sèvres, stond dat Turkije iedereen die verantwoordelijk was voor de bloedbaden op Turks gebied moest overhandigen. Het Verdrag van Sèvres werd wel ondertekend maar niet geratificeerd en later vervangen door het Verdrag van Lausanne. In dit verdrag stond dat Turkije amnestie werd verleend voor alle misdrijven die het in 1914-1918 had gepleegd.
Per saldo was er aan het eind van de Eerste Wereldoorlog nog steeds geen vervolging geweest voor wat later misdrijven tegen de menselijkheid zou heten.

### Tweede Wereldoorlog
Al tijdens de Tweede Wereldoorlog was het de geallieerden duidelijk dat nazimisdadigers bestraft moesten worden voor de misdrijven die zij tijdens de oorlog hadden gepleegd. Dat het hier mede oorlogsmisdrijven betrof was duidelijk. Echter hadden de nazi's zich aan nog veel meer wreedheden schuldig gemaakt dan alleen oorlogsmisdrijven. Sommige van deze daden leken veel op oorlogsmisdrijven, maar juridisch gezien was er geen sprake van een oorlogsmisdrijf. Dat gold zowel voor de daden die Duitsland voor de oorlog had gepleegd, alsook voor de daden tegen de eigen bevolking die volgens het nazistische recht geen misdrijven waren. En tot slot was er in het internationaal recht ook geen verdrag dat deze daden strafbaar stelde. 
De daden van de nazi's werden echter als zo pervers gezien dat een berechting niet alleen gebaseerd mocht worden op oorlogsmisdrijven. Kortom, alle nazistische wandaden moesten worden berecht. De Commissie voor Oorlogsmisdrijven van de Verenigde Naties, die onderzoek deed naar de oorlogsmisdaden die door de Asmogendheden waren gepleegd, was van mening dat star legalisme moest worden voorkomen en dat het begrip oorlogsmisdrijven zo nodig moest worden opgerekt om aan de vereisten van rechtvaardigheid te kunnen voldoen. In een verklaring in 1944 had president Roosevelt al verwezen naar de 'volledige en systematische moord van Joden in heel Europa' en verwees hij hiernaar als 'misdaden tegen de menselijkheid' die Hitler in naam van de Duitse bevolking pleegde.

#### Handvest van Neurenberg
Om de wandaden van de nazi's ook daadwerkelijk te veroordelen moest er een Handvest worden opgesteld. Daarin zou onder andere de rechtsmacht van het internationale strafhof komen te staan. Uiteindelijk werd dit het Handvest van Neurenberg. Echter was het in het begin nog niet geheel duidelijk waar deze rechtsmacht uit zou bestaan en hoe de nieuwe misdrijven tegen de menselijkheid omschreven moesten worden. Zo stond er in het Amerikaanse voorstel van 30 april 1945 slechts een verwijzing naar de schendingen van de wetten en gebruiken van de oorlog, voor het overige bevatte het voorstel alleen rechtsmacht voor een misdrijf tegen de vrede. In juni werd onder leiding van Robert H. Jackson (de latere Amerikaanse hoofdaanklager bij de processen van Neurenberg) het Amerikaanse voorstel aangepast. Naast oorlogsmisdrijven en misdrijven tegen de vrede werd een nieuwe categorie toegevoegd; het ging hierbij om wandaden en vervolging op basis van ras en religie, gepleegd vanaf 1 januari 1933 in strijd met de wetten van het land waar de misdrijven zijn gepleegd.
Jackson legde uit dat het nodig was deze misdrijven te vervolgen, aangezien dit specifiek daden waren die in weerwil van de vierde Haagse Vredesconventie van 1907 waren gepleegd. Hij doelde hierbij direct op de zinsnede 'wetten van de menselijkheid en de vereisten van het openbare geweten' in de preambule van de Vredesconventie. Strafbaarstelling werd in deze versie specifiek afhankelijk gemaakt van de wetten van het land waar de misdrijven zijn gepleegd om zo ook misdrijven strafbaar te stellen die voor het uitbreken van de oorlog waren gepleegd. Een hernieuwd Amerikaans voorstel wijzigde de tekst verder. Dit keer werd het misdrijf omschreven als 'wandaden en vervolgingen om politieke, raciale, of religieuze redenen, in de uitoefening van een algemeen plan of onderneming' die als doel heeft om op onrechtmatige manier andere staten te onderwerpen. Ook werd het vereiste dat de misdrijven strafbaar gesteld moesten zijn in het land waar zij gepleegd werden verlaten. Wel moest het in deze versie gaan om wandaden die gepleegd waren ter voorbereiding van of ter uitvoering van de Duitse aanvalsoorlog.
De Russische delegatie had daarentegen haar eigen concept opgesteld. Naast schendingen van internationaal recht en het voeren van een aanvalsoorlog was daarin strafbaar gesteld 'wandaden en geweld met betrekking tot de burgerbevolking, deportatie van burgers voor slavenarbeid, moord en mishandeling van krijgsgevangenen, verwoesting van steden en dorpen, plunderingen en andere overtredingen van de wetten en gewoonten van de oorlog.' Hiermee stond er wel een directe verwijzing naar wandaden tegen burgers en de burgerbevolking, maar de effecten hiervan werden gelijk verzacht doordat er sprake moest zijn van schending van het oorlogsrecht. De Britten en de Fransen waren verdeeld tussen Amerikaanse en Russische versie. Een gezamenlijk sub-committee kwam intussen met een versie die zowel het Amerikaanse als het Russische concept combineerde, deze versie bevatte zowel strafbaarstelling van aanvallen tegen de burgerbevolking als ook strafbaarstelling van vervolgingen op basis van een specifiek doel. Deze versie voorzagen de Fransen met een amendement om strafbaar te stellen 'misdrijven gepleegd tegen de wetten der menselijkheid.' Een Engels amendement stelde voor om de tekst te wijzigen zodat 'systematische wandaden tegen of systematisch terrorisme of mishandeling of moord van burgers' strafbaar werd gesteld. Gedurende de onderhandelingen zouden de discussies over misdrijven tegen de menselijkheid kortweg over vijf punten gevoerd blijven worden:
- Ten eerste, of er een specifiek misdrijf tegen burgers (misdrijf tegen de menselijkheid) moest komen, of dat deze categorie onder de oorlogsmisdrijven moesten worden geschaard.
- Ten tweede, of er een specifiek motief vereist moest zijn en of er een opsomming van mogelijke daden moest worden gegeven, beide zouden limiterend op de reikwijdte van het delict kunnen werken.
- Ten derde, of en hoe de tijdelijke rechtsmacht van het tribunaal beperkt moest worden, met name of ook daden voor het uitbreken van de oorlog strafbaar moesten zijn.
- Ten vierde, of sommige daden onder de materiële rechtsmacht van het tribunaal moesten vallen ook al waren zij alleen in strijd met het internationale recht en niet met het nationale recht, en of internationaal recht beperkt of breed moest worden opgevat (in dit laatste geval viel hier wel de wetten der menselijkheid en het openbare geweten onder).
- Ten vijfde, of het moest gaan om systematische wandaden.[29]

Nieuwe versies en amendementen volgden elkaar op. De Amerikanen bleven daarbij vasthouden dat misdrijven tegen burgers ten minste een verband met het voorbereiden of uitvoeren van een aanvalsoorlog moesten hebben. Refererend aan het standpunt van de Amerikaanse commissieleden aan het einde van de Eerste Wereldoorlog betoogde Robert H. Jackson dat 'het een algemeen principe van buitenlands beleid van onze regering is dat sinds mensenheugenis de binnenlandse zaken van een andere regering ons niets aangaan; dat betekent, dat de manier waarop Duitsland zijn inwoners behandelt, of welk land dan ook, ons niets aangaat, net zoals het andere regeringen onze binnenlandse zaken niets aangaat. De reden dat dit programma van uitroeiing van Joden en verwoesting van de rechten van minderheden een internationaal probleem wordt, is dit: het was een deel van een plan voor het voeren van een illegale oorlog. Tenzij er een oorlogsconnectie bestaat als basis voor de misdrijven [tegen de menselijkheid], denk ik niet dat er een basis bestaat om deze wandaden strafbaar te stellen. Ze waren een deel van de voorbereiding van de oorlog of voor het voeren van de oorlog voor zover de wandaden plaatsvonden in Duitsland en dat maakt het tot een internationaal probleem. Uit de onderhandelingen blijkt dat de Amerikaanse delegatie bang was om een precedent te scheppen waarbij elke schending van de rechten van minderheden tot internationale aansprakelijkheid zou leiden. In de Jackson Report staat: 'wij hebben zelf bij tijd en wijle enkele onfortuinlijke incidenten in ons land waarbij minderheden oneerlijk behandeld worden. Wij denken dat het valt te rechtvaardigen dat wij ons inmengen of proberen om vergelding tot geven aan individuen of aan staten alleen omdat de concentratiekampen en de deportaties ter uitvoering van een gezamenlijk plan of onderneming waren tot het voeren van een onjuiste of illegale oorlog. De Britse delegatie was van mening dat de reikwijdte van de nieuwe misdrijven te veel ingeperkt werd doordat misdrijven tegen burgers in oorlogstijd gepleegd moesten zijn. De Russische delegatie gaf de Amerikaanse delegatie uiteindelijk gelijk en merkte op dat 'een daad wordt een internationaal misdrijf zelfs al is zij in overeenstemming met de regels van het internationaal recht als zij gedaan wordt als onderdeel van de voorbereiding van agressie jegens of overheersing van andere staten. Tot slot had de Franse delegatie voornamelijk moeite met de opsomming van strafbare feiten, zij was van mening dat dit ertoe zou leiden dat sommige daden die wel onder de definitie vielen niet bestraft werden omdat de opsomming als leidend gezien zou worden.
De Russische delegatie kwam uiteindelijk met een versie die deze bezwaren grotendeels tegemoetkwam. Bovendien hadden ze de passage die betrekking had op de verwoesting van steden en dorpen en plunderingen uit de definitie verwijderd, waarschijnlijk omdat ze bang waren dat de geallieerden op dit punt ook niet geheel van smetten vrij waren. Robert H. Jackson merkte hierover op: 'ik heb de dorpen en steden van Duitsland gezien. Ik denk dat het heel erg moeilijk is om een onderscheid te maken tussen de militaire noodzaak van die verwoesting en sommige verwoestingen die door de Duitsers zijn begaan.' Op 31 juli 1945 kwamen de Amerikanen met hun definitieve versie en borduurde voort op de vorige Russische versie. Het was de eerste versie die de misdrijven expliciet van hun huidige naam voorzag: misdrijven tegen de menselijkheid (crimes against humanity). De uiteindelijke versie die door het Internationale Militaire Tribunaal werd aangenomen was echter de definitieve Russische versie. Deze was identiek met de Amerikaanse definitie, behalve dat er een puntkomma werd vervangen door een komma. Hierdoor kwam het accent meer te liggen op het voeren van een illegale oorlog in plaats van de schendingen van de rechten van minderheden. De Processen van Neurenberg zouden de eerste keer in de geschiedenis zijn waarbij personen vervolgd werden voor misdrijven tegen de menselijkheid.

## Internationaal Militair Tribunaal
Artikel 6 Charter of the International Military Tribunal
- (c) CRIMES AGAINST HUMANITY: namely, murder, extermination, enslavement, deportation, and other inhumane acts committed against any civilian population, before or during the war, or persecutions on political, racial or religious grounds in execution of or in connection with any crime within the jurisdiction of the Tribunal, whether or not in violation of the domestic law of the country where perpetrated.

Het begrip werd vervolgens toegepast tijdens de processen van Neurenberg, omdat vergrijpen zoals de Holocaust niet een specifiek verdrag schonden, maar wel zwaar bestraft dienden te worden. De benaming "misdaden tegen de menselijkheid" werd binnen het internationaal recht gebruikt voor de moorddadige vervolging van een groep mensen als eerste en belangrijkste aanklacht.
Het begrip wordt bekritiseerd omdat het bijzonder vaag is en vaak voor politieke doeleinden wordt toegepast. De etnische zuiveringen door de nazi's worden in het algemeen beschouwd als misdaden tegen de menselijkheid, vervolgingen van bepaalde groepen door de Sovjet-Unie en de Verenigde Staten echter niet. De systematische vervolging van de Afrikaanse bevolking door het Zuid-Afrikaanse apartheidsregime werd in 1966 door de Verenigde Naties erkend als misdaden tegen de menselijkheid.

## Internationaal Straftribunaal voor het voormalige Joegoslavië
Artikel 5 Statuut van het Joegoslavië-tribunaal
The International Tribunal shall have the power to prosecute persons responsible for the following crimes when committed in armed conflict, whether international or internal in character, and directed against any civilian population:
- (a) murder;
- (b) extermination;
- (c) enslavement;
- (d) deportation;
- (e) imprisonment;
- (f) torture;
- (g) rape;
- (h) persecutions on political, racial and religious grounds;
- (i) other inhumane acts.

## Internationaal Straftribunaal voor Rwanda
Artikel 3 Statuut van het Rwanda-tribunaal
The International Tribunal for Rwanda shall have the power to prosecute persons responsible for the following crimes when committed as part of a widespread or systematic attack against any civilian population on national, political, ethnic, racial or religious grounds:
- a) Murder;
- b) Extermination;
- c) Enslavement;
- d) Deportation;
- e) Imprisonment;
- f) Torture;
- g) Rape;
- h) Persecutions on political, racial and religious grounds;
- i) Other inhumane acts.

## Internationaal Strafhof (ICC)
Artikel 7 Statuut van Rome inzake het Internationaal Strafhof
1. Voor de toepassing van dit Statuut wordt verstaan onder misdrijf tegen de menselijkheid elk van de volgende handelingen, indien gepleegd als onderdeel van een wijdverbreide of stelselmatige aanval gericht tegen een burgerbevolking, met kennis van de aanval:
- a. moord;
- b. uitroeiing;
- c. slavernij;
- d. deportatie of onder dwang overbrengen van bevolking;
- e. gevangenneming of andere ernstige beroving van de lichamelijke vrijheid in strijd met fundamentele regels van internationaal recht;
- f. marteling;
- g. verkrachting, seksuele slavernij, gedwongen prostitutie, gedwongen zwangerschap, gedwongen sterilisatie of elke andere vorm van seksueel geweld met een vergelijkbare zwaarte;
- h. vervolging tegen elke identificeerbare groep of gemeenschap op politieke, raciale, nationale, etnische, culturele, geslachtelijke als gedefinieerd in paragraaf 3 of andere gronden die internationaal erkend zijn als ontoelaatbaar onder de internationale wet, in verbinding met elke daad waarnaar in deze paragraaf wordt verwezen of elke misdaad onder jurisdictie van dit hof;
- i. gedwongen verdwijning van personen;
- j. apartheid;
- k. andere onmenselijke daden van een gelijkaardig karakter die opzettelijk groot lijden of aanzienlijk schade aan het lichaam, aan de geestelijke of fysieke gezondheid toebrengen.

2. Voor de toepassing van het eerste lid:
- a. betekent „aanval gericht tegen een burgerbevolking” een wijze van optreden die met zich brengt het meermalen plegen van in het eerste lid bedoelde handelingen tegen een burgerbevolking ter uitvoering of voortzetting van het beleid van een Staat of organisatie, dat het plegen van een dergelijke aanval tot doel heeft;